# 원태랑
원태랑(2002년 7월 5일 ~ )는 대한민국의 축구 선수로, 포지션은 레프트백이다. 현재 K리그2 부산 아이파크 소속이다.